# 花くらべ狸道中
『花くらべ狸道中』（はなくらべたぬきどうちゅう）は、1961年（昭和36年）公開の市川雷蔵主演、田中徳三監督によるミュージカル映画。

## 配役
- 雷吉狸／弥次郎兵衛：市川雷蔵
- 新助狸／喜多八：勝新太郎
- たより：若尾文子
- きぬた（お伝）：中田康子
- しのぶ：近藤美恵子
- ミス狸Ａ：浦路洋子
- ミス狸Ｂ：宮川和子
- 森の石松：小林勝彦
- 文福狸：見明凡太朗
- ミス狸Ｃ：藤原礼子
- 芸妓白雪：真城千都世
- ミス狸Ｄ：加茂良子
- ミス狸E：小町るみ子
- ミス狸Ｆ：毛利郁子
- 兵衛狸：清水元
- 茂十狸：宮坊太郎
- 黒助狸：伊達三郎
- 文左衛門狸：葛木香一
- 貸元：光岡龍三郎
- 喜助：天野一郎
- お芳：近江輝子
- うどん屋の親爺：菊野昌代士
- 賭場の若い者：越川一
- 要助狸：大杉潤
- 伝蔵狸：山岡敬四郎
- 富松狸：白神猛
- 庄八狸：丸凡太
- 中盆：有村淳
- お糸：種井信子
- お春：和田房子
- 阿波踊りの芸妓：谷口和子
- おみの：東山京子
- お梅：楠トシエ
- 桑名の船頭：井上ひろし
- 歌う大原女：スリー・キャッツ
- 芸妓富士春：五月みどり
- 弥次喜多連の歌手：赤坂小梅
- 大阪松竹歌劇団

## スタッフ
- 監督：田中徳三
- 製作：武田一義
- 企画：辻久一
- 脚本：八尋不二
- 撮影：本多省三
- 録音：海原幸夫
- 照明：加藤博也
- 美術：内藤昭
- 音楽：浜口庫之助
- 舞踊構成：飛鳥亮
- 色彩技術：白波瀬直治
- 編集：菅沼完二
- 装置：林米末
- 助監督：土井茂
- 音響効果：倉島暢
- 擬斗：宮内昌平
- 製作主任：橋本正嗣
- 現像：東洋現像所
- スチル：藤岡輝夫

## 同時上映
- 『銀座っ子物語』